# Jocelyn Towne
Jocelyn Towne (Santa Monica, 30 de junho de 1976) é uma atriz, produtora e diretora americana. 

## Biografia
Towne nasceu em 30 de junho de 1976 em Santa Monica, Califórnia. 
Towne apareceu em vários papéis menores no cinema e na televisão, incluindo Havoc em 2005, Gilmore Girls em 2007 e The Selling em 2011. 
Towne estreou na diretoria em 2013 com I Am I, seguida em 2014 por Never Never Have Paris, co-dirigido por Simon Helberg. 

## Vida pessoal
O tio de Towne é o roteirista Robert Towne. Towne se casou com o ator Simon Helberg em 15 de julho de 2007. O primeiro filho deles, a filha Adeline, nasceu em 8 de maio de 2012. Um filho, Wilder Towne Helberg, nasceu em 23 de abril de 2014.

## Filmografia
- 2013: I am I
- 2014: We'll Never Have Paris - como diretora.[5]
- 2016: Diani e Devine Meet the Apocalypse - Kathi.[6]